# San Martín de los Cansecos
San Martín de los Cansecos è un comune del Messico, situato nello stato di Oaxaca.